# Halecium lankesterii
Halecium lankesterii is een hydroïdpoliep uit de familie Haleciidae. De poliep komt uit het geslacht Halecium. Halecium lankesterii werd in 1890 voor het eerst wetenschappelijk beschreven door Bourne. 